# Образцово (Износковский район)
Образцово — деревня  в Износковском районе Калужской области России. Входит в сельское поселение «Село Льнозавод».
Образец — прозвищное имя, означает достойный подражания, давалось первому ребенку в семье

## География
Расположено у реки Изверь. Рядом — Кукушкино.

## Население
| 2002 | 2010 |
| ---- | ---- |
| 3    | ↘2   |

## История
В 1782-м году — пустошь Калтырика, камергера, князя Николая Алексеевича Долгорукова, княжны Марии Александровны Долгорукой, Марии Петровы Гомьянкиной, Матрёны Васильевны Щербачевой.